# Abramo di Kashkar
Abramo di Kashkar (Kaskar, 492 circa – 586) è stato un monaco cristiano e santo siriaco.
A lui si deve la riforma della vita monastica nestoriana. Nel 571 fondò un nuovo monastero sul Monte Izla, presso Nisibi, nel quale cercò di recuperare un'osservanza monastica più severa.